# Charles Stephen Gore
Pour les articles homonymes, voir Gore.
Charles Stephen Gore, né le 26 décembre 1793 sur l'île d'Arran et mort le 4 septembre 1869 à Londres, est un général britannique.
Il servit au Canada et participa à la Bataille de Saint-Denis.
La communauté de Gore en Nouvelle-Écosse fut nommée en son honneur alors qu'il était en fonction en Nouvelle-Écosse.

## Biographie
Entré dans l'armée en 1808, lieutenant (1810), il prend part à la Guerre anglo-américaine comme aide de camp de James Kempt (1811-1814). Promu capitaine en 1815 puis major (1819) et lieutenant-colonel (1822), il sert en Jamaïque de 1822 à 1826.
Lors de la rébellion des Patriotes en 1837, il a un rôle controversé. Vaincu à Saint-Denis-sur-Richelieu, il les bat à Saint-Charles et commande une colonne pour reprendre Montréal.
Major-général (1846), il commande le district de l'Est du Canada puis en 1852 la Nouvelle-Écosse.
Général (1863), il revient à Londres où il finit sa vie.
Jules Verne en fait un personnage de son roman sur la rébellion des Patriotes, Famille-Sans-Nom.